# Chypre aux Jeux du Commonwealth
Chypre participe aux Jeux du Commonwealth depuis les Jeux de 1978 à Edmonton. Sa première délégation en 1978, qui concourt aux épreuves de gymnastique et de natation ainsi qu'au décathlon en athlétisme, ne remporte pas de succès, pas plus que sa délégation d'athlètes et de tireurs sportifs en 1982. Chypre, comme la plupart des pays membres du Commonwealth des Nations, se joint au boycott des Jeux de 1986 à Édimbourg, pour protester contre le refus du Royaume-Uni de sanctionner le régime de l'apartheid en Afrique du Sud. De retour en 1990, où ils obtiennent leur première médaille d'or grâce à Marios Hadjiandreou au triple saut, les Chypriotes ont participé depuis à toutes les éditions des Jeux, et y ont depuis toujours remporté des médailles - dont la majorité aux épreuves de tir sportif. Chypre est l'un des trois États européens membres du Commonwealth, avec Malte et le Royaume-Uni,.

## Médailles
Résultats par Jeux :
| Année | Médaille d'or | Médaille d'argent | Médaille de bronze | Total   |
| ----- | ------------- | ----------------- | ------------------ | ------- |
| 1982  | 1             | 0                 | 0                  | 1       |
| 1986  | boycott       | boycott           | boycott            | boycott |
| 1990  | 1             | 1                 | 0                  | 2       |
| 1994  | 2             | 1                 | 2                  | 5       |
| 1998  | 1             | 1                 | 1                  | 3       |
| 2002  | 2             | 1                 | 1                  | 4       |
| 2006  | 3             | 1                 | 2                  | 6       |
| 2010  | 4             | 3                 | 4                  | 11      |
| 2014  | 2             | 4                 | 2                  | 8       |
| Total | 15            | 12                | 12                 | 39      |

Médaillés d'or :
| Nom                                    | Jeux | Discipline             | Épreuves                   | Résultat      |
| -------------------------------------- | ---- | ---------------------- | -------------------------- | ------------- |
| Marios Hadjiandreou                    | 1990 | Athlétisme             | Triple saut hommes         | 16,95 mètres  |
| Fani Theofanous                        | 1994 | Tir                    | Carabine à air 10 m femmes | 488,7 points  |
| Antonis Andreou Christos Kourtellas    | 1994 | Tir                    | Skeet paires               | 189 points    |
| Antonis Nicolaides Costas Stratis      | 1998 | Tir                    | Skeet paires hommes        | 188 points    |
| Antonis Nicolaides Christos Kourtellas | 2002 | Tir                    | Skeet paires hommes        | 194 points    |
| Herodotos Giorgallas                   | 2002 | Gymnastique artistique | Anneaux hommes             | 9,462 points  |
| George Achilleos                       | 2006 | Tir                    | Skeet hommes               | 148 points    |
| Andri Eleftheriou                      | 2006 | Tir                    | Skeet femmes               | 89 points     |
| Antonis Nicolaides George Achilleos    | 2006 | Tir                    | Skeet paires hommes        | 190 points    |
| Dimitris Krasias                       | 2010 | Gymnastique artistique | Barre horizontale hommes   | 13,900 points |
| Chrystalleni Trikomiti                 | 2010 | Gymnastique rythmique  | Ruban femmes               | 25,700 points |
| Chrystalleni Trikomiti                 | 2010 | Gymnastique rythmique  | Corde femmes               | 25,800 points |
| Andreas Chasikos George Achilleos      | 2010 | Tir                    | Skeet paires hommes        | 194 points    |
| Dimitris Minasidis                     | 2014 | Haltérophilie          | 62 kg hommes               | 276 kg        |
| George Achilleos                       | 2014 | Tir                    | Skeet hommes               | 14 points     |